# Тихон (Шарапов)
Епископ Тихон (в миру Константин Иванович Шарапов; 19 апреля 1886, Тула — 10 ноября 1937, Жаналык, Алма-Атинская область) — епископ Русской православной церкви, епископ Алма-Атинский.

## Монах
В 1902 году окончил в Туле четырёхклассное городское училище и поступил послушником в Белёвскую Введенскую Макариевскую пустынь, в которой в 1904 году был пострижен в рясофор с именем Тихон.
Его глубокий ум, начитанность и благочестивое духовное настроение обратили на себя внимание архиепископа Тульского Парфения (Левицкого), который поручил ему внебогослужебные чтения и беседы с народом.
С 1911 года — инок Свято-Успенской Почаевской лавры, участвовал в деятельности Трудового Типографского братства при Лавре, в том же году был пострижен в мантию и возведён в сан иеродиакона. С 1912 года — иеромонах. Был помощником редактора, а с 1914 года — редактором журнала «Русский инок».
В августе 1914 года командирован епископом Кременецким Дионисием (Валединским) в занятую русскими войсками Галицию для проведения миссионерской работы среди униатов. Затем служил священником 177-го пехотного Изборского полка, в котором организовал «Братство Христа Спасителя», за что ему было преподано благословение Всероссийского собора с грамотой патриарха. За отлично-усердную службу Церкви Божией и особые труды, понесённые во время военных действий, награждён золотым наперсным крестом, орденами святой Анны с мечами и святого Владимира IV степени с мечами (7 апреля 1916).
В 1918 года вновь занимался миссионерской деятельностью, был редактором и издателем журнала «Православие».
В 1919 году арестован представителями властей Украинской народной республики (сторонниками Симона Петлюры), несколько месяцев был заключении в униатском монастыре в Бучаче (его журнал при этом был закрыт, а типография конфискована) вместе с митрополитом Антонием (Храповицким) и архиепископом Евлогием (Георгиевским).

### Деятельность в Польше
Остался на территории Польши. В начале 1922 года нелегально (под видом дипломатического курьера) посетил Москву, где представлял интересы русских архиереев в Польше, ориентированных на московского Патриарха.
6 февраля 1922 года Патриарх Тихон возвёл его в сан архимандрита и назначил настоятелем Успенского Жировицкого монастыря. По благословению Патриарха Тихона забрал чудотворную икону Божией Матери, которая во время эвакуации в 1915 году была перевезена в Москву, и тайно перевез её через границу.
Был благочинным монастырей Гродненской епархии и благочинным Бытенского округа. Член Варшавского церковного совета.
Убеждённый сторонник сохранения православных епархий на территории Польши в юрисдикции московского Патриарха, один из виднейших противников создания Польской автокефальной православной церкви и полонизации православия на территории Польши.
В 1923 году организовал при монастыре Православное братство для защиты веры и благочестия и на помощь обители.
В 1923 один из активных противников автокефалии, архимандрит Смарагд (Латышенко) застрелил главу Польской автокефальной православной церкви, митрополита Георгия (Ярошевского). На последовавшем вслед за этим судебном процессе архимандрит Тихон выступил свидетелем защиты.
Был одним из активных противников нового стиля, введённого 12 апреля 1924 года на совещании епископов Польской автокефальной православной церкви в Варшаве. В своём рапорте епископу Гродненскому Алексию (Громадскому) архимандрит Тихон докладывал: то «народное море начало недвусмысленно волноваться. В Жировичский монастырь стекались за два дня до праздника Рождества Иоанна Предтечи по старому стилю богомольцы из разных епархий, в результате чего праздник состоялся торжественно. Причём, у пришедших богомольцев наблюдался подъём духа необычайный… Безразличных прежде белорусов было не узнать. Дело порой доходило до столкновения с полицией. Духовенство же оказалось между молотом и наковальней, то есть между епископами и народом, который смотрел на введение нового стиля как на прямое ополячивание и, не стесняясь, бросил духовенству обвинение в предательстве».
Не ограничиваясь рапортами, начал среди прихожан кампанию по сбору подписей под обращением, содержащим острую критику нового стиля; а в июне 1924 года возглавил депутацию православных сенаторов и членов Польского Сейма при вручении митрополиту Дионисию протеста против автокефалии.
23 июня 1924 года епископ Гродненский Алексий под давлением польских властей был вынужден запретить его в священнослужении и проповеди «за нецерковное и противоиерархическое выступление». А 30 июня епископ Алексий устранил архимандрита Тихона от обязанностей настоятеля «в виду категорического требования о сем Министерства Исповеданий». Запрещения не признал, продолжал служить, пользуясь поддержкой значительной части верующих, считавших его ставропигиальным Патриаршим архимандритом.
15 октября 1924 года архимандрит Тихон был задержан польскими властями и избит при задержании, а 17 октября депортирован в Германию, где в течение трёх месяцев жил при бывшей польской Князь-Владимирской церкви в Берлине.

### Архиерей

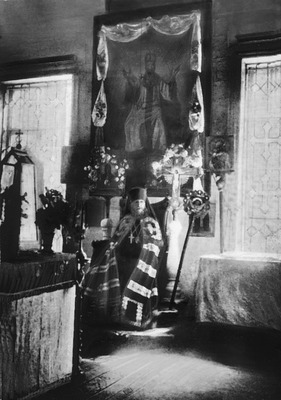
Еп. Тихон (Шарапов) на горнем месте Введенской ц. в Алма-Ате. 1937 год.

По просьбе Патриарха Тихона советские власти разрешили архимандриту Тихону в начале 1925 приехать в СССР. Разрешение архимандриту Тихону вернуться в СССР могло быть связано с желанием советского правительства использовать в своих политических интересах его негативное отношение к политике польских властей.
22 марта 1925 года хиротонисан во епископа Гомельского. Хиротонию возглавил Патриарх Московский и всея Руси Тихон.
30 марта 1925 года указом Патриарха Тихона епископу Тихону было поручено попечение о членах Православной Церкви в Польше, сохранявших верность Патриарху Московскому.
3 апреля 1925 года прибыл в Гомель и в короткий срок при помощи местных священников протоиерея Павла Левашова и протоиерея Елисея Назаренко, сохранивших верность канонической Церкви, вернул большинство приходов епархии из обновленчества под патриарший омофор.
Данная активность епископа Тихона вызвала резкое недовольство властей, и 16 мая архиерей был арестован и переправлен в Могилёв, а затем в Москву.
10 декабря 1925 года он был арестован в Москве в числе архиереев — сторонников Патриаршего местоблюстителя митрополита Петра (Полянского).
В 1926 году приговорён к трём годам ссылки в Казахстан. В 1927 года арестован в ссылке, осуждён на три года лишения свободы, срок заключения отбывал на Соловках.
Оставаясь правящим архиереем Гомельской епархии, на протяжении нескольких лет вёл активную переписку с её духовенством и рассылал циркулярные послания.
После окончания срока в Соловецком концлагере выслан на три года в Северный край. В июле 1930 года с группой духовенства прибыл в Архангельск.
В 1931 году был арестован вместе с группой ссыльного духовенства во главе с архиепископом Антонием (Быстровым). Всего по делу Антония привлекли 26 человек. В обвинительном заключении, утвержденном 12 октября 1931 года чекистом Аустриным, читаем: «Достаточно начитанный, не лишенный дара слова, носящий сан епископа, Шарапов, связавшись с большинством местного и административного ссыльного духовенства, быстро завоевывает авторитет и в дальнейшем вместе с архиепископом Быстровым является идейным руководителем и главой сгруппировавшихся вокруг них родственных по своим убеждениям <…>. Являясь формально сергиевцем, Шарапов по существу своих убеждений был ярым сторонником правореакцонной церковной группировки».
17 марта 1934 году был назначен епископом Череповецким, но не смог выехать в епархию.
21 мая того же года назначен епископом Рязанским, в очередной раз арестован и вновь выслан в Казахстан (Темиртау).
17 июля 1936 года назначен епископом Алма-Атинским. 17 января 1937 года вступил в управление епархией.
Его кафедральным храмом была Введенская церковь на Клеверных участках. К этому времени в епархии за пределами Алма-Аты существовали 2 православных общины: в станице Каскелен в 35 км от Алма-Аты и в городе Сарканде.

### Последний арест и гибель
В ночь с 18 на 19 августа 1937 года вместе с причтом Введенской церкви был арестован, обвинён в том, что «организовал и возглавил антисоветскую монархическую террористическую организацию церковников». Одновременно в Гомеле прошли аресты почти всего духовенства, активных монахинь и мирян, которым в числе прочего инкриминировалась переписка с епископом Тихоном и распространение его писем и статей.
17 октября постановлением тройки УНКВД по Алма-Атинской области приговорён к расстрелу. Расстрелян 10 ноября того же года в одном из горных ущелий близ Алма-Аты.
Реабилитирован в 1989 году.

## Публикации
- Исторический очерк белёвской Введенской Макариевской пуст. — Тула, 1908.
- Особому внимаю иноков // Русский инок. 1912. — № 4. — С. 69-71.
- Отрывок из воспоминаний епископа Тихона (Шарапова) о его поездке в СССР в 1922 году / публ. С. Беляева // Журнал Московской патриархии. 1998. — № 4. — С. 82-88.
- Жабынь // Листок Тульской духовной семинарии. 2005. — № 2. — С. 10-12; № 3. — С. 8; № 4. — С. 11-12; № 5. — С. 5-6; № 6. — С. 10-11; № 7. — С. 11-12; № 8. — С. 11; № 9. — С. 8-10; № 10. — С. 7-8; № 11. — С. 2-3